# Microsoft Mobile

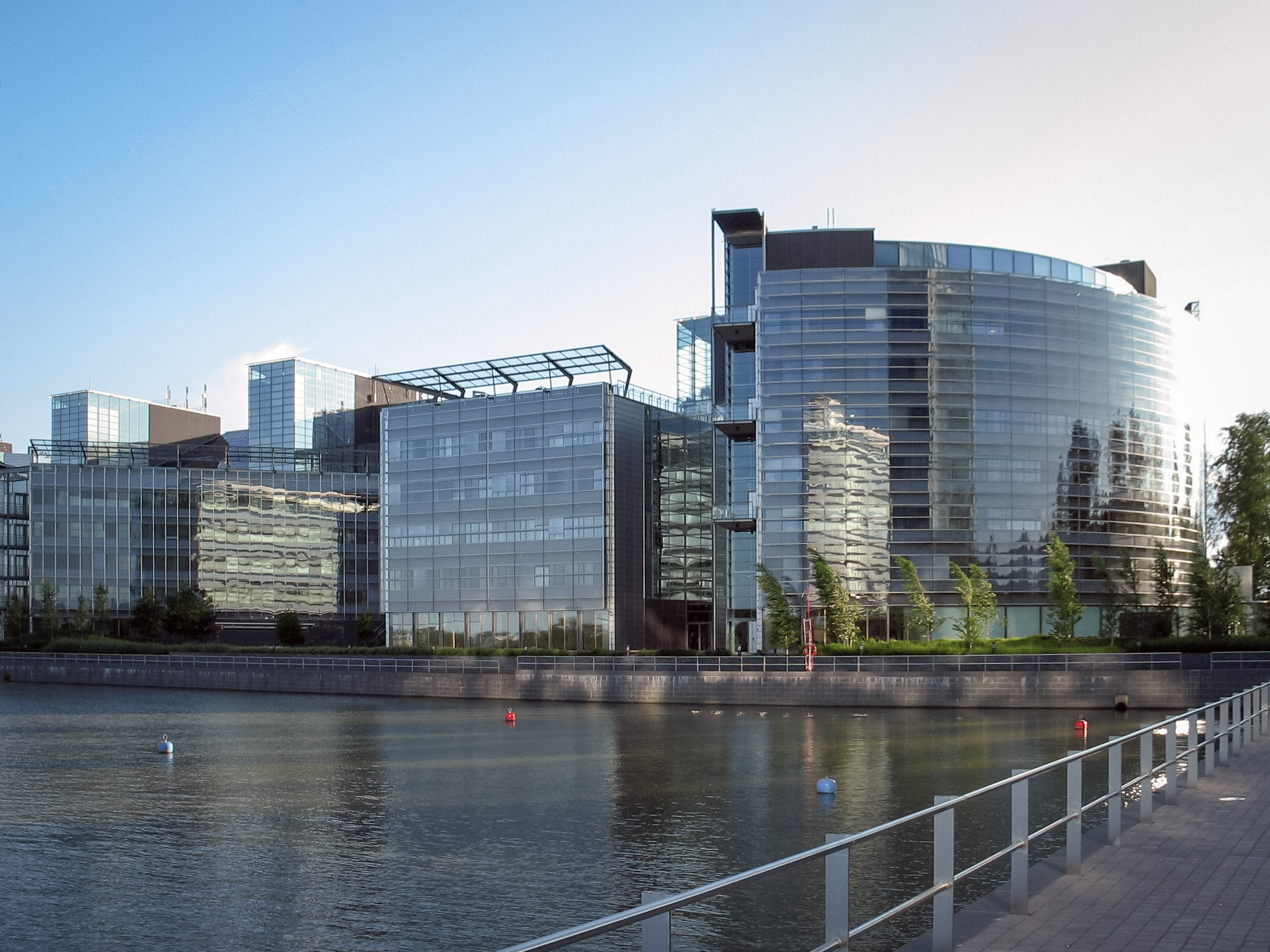
Sede da Microsoft Mobile Oy, Keilaniemi, Espoo, Finlândia.

Microsoft Mobile, Oyj foi uma fabricante multinacional de dispositivos móveis sediada em Espoo, Finlândia e uma subsidiária da Microsoft. Sua principal atividade era o desenho, desenvolvimento, fabricação e distribuição de telefones celulares, smartphones e tablets e seus respectivos acessórios, custando 1 milhão e meio para sua fabricação.
A Microsoft Mobile foi criada seguida da aquisição da divisão de dispositivos e serviços da Nokia pela Microsoft, que foi completada em abril de 2014. A Microsoft Mobile tem o direito de vender celulares com a marca Nokia como parte do acordo de licenciamento de 10 anos, assim como os celulares baseados nas séries S30 e S40, o que compreende a "celulares de baixo custo" e aparelhos da linha Asha. Os futuros smartphones "Lumia" estão fora desse acordo de licenciamento e não podem ser lançados sem a marca Nokia; as marcas "Lumia" e "Asha" são nomes de marcas que passaram a pertencer à Microsoft. A Microsoft Mobile é a segunda tentativa da Microsoft de entrar no mercado de telefones celulares, seguido do aparelho Kin em 2010, que teve vida curta.

## Antecedentes

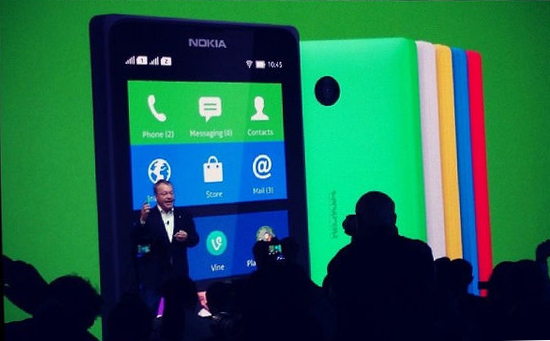
Steven Elop revelando o Nokia X em fevereiro de 2014

A logomarca da marca Nokia

Com a aquisição da divisão de dispositivos e serviços da Nokia, a Microsoft entrou novamente no mercado de hardware de smartphones depois que a sua tentativa anterior, Microsoft Kin, resultado da aquisição da Danger Inc., acabou terminando em desastre.

### 2011: Aliança com a Microsoft, Windows Phone e lançamento do Lumia
Em 11 de fevereiro de 2011, o CEO da Nokia Stephen Elop, que já foi um dos chefes da divisão de empresas da Microsoft, revelou uma nova aliança estratégica com a Microsoft, e anunciou que iria concentrar seus esforços no Windows Phone, deixando de lado o sistema baseado em Linux MeeGo e o Symbian, com exceção para os aparelhos que não sejam smartphones. A Nokia investiu na plataforma Series 40 e lançou apenas uma único produto com MeeGo em 2011, o Nokia N9.
Como parte do plano de reestruturação, a Nokia planejou reduzir a pesquisa e o desenvolvimento, e como alternativa customizou e otimizou a linha de software para o Windows Phone 7. A "loja de conteúdos e aplicativos" da Nokia (Ovi) foi integrada à Windows Phone Store e o Nokia Maps se tornou parte dos produtos Bing e AdCenter da Microsoft. A Microsoft forneceu ferramentas de desenvolvimento para a Nokia substituir a framework Qt, que não era suportada por dispositivos com Windows Phone 7.
Após este anúncio, o preço das ações da Nokia caíram cerca de 14%, sendo a sua maior queda desde julho de 2009. A venda de smartphones da Nokia, que anteriormente cresceram, abaixaram. Do começo de 2011 ate 2013, a Nokia caiu do 1° para o 11° lugar em vendas de smartphones.
Em meio a queda de vendas, a Nokia informou uma perda de 368 milhões de euros para o segundo semestre de 2011, quando no mesmo período de 2010 registrou lucro de 227 milhões de euros. Em setembro de 2011, a Nokia anunciou que iria acabar com 3.500 empregos no mundo todo, incluindo o fechamento de sua fábrica de Cluj, na Romênia.
A Nokia era a maior fabricante de telefones celulares e smartphones na época, quando surgiu a aliança que poderia ajudar o Windows Phone. A Nokia foi superada pela Apple como a maior fabricante de smartphones por volume em 2011. Em agosto de 2011, Chris Weber, chefe da subsidiária da Nokia nos Estados Unidos, falou "A realidade é que se não tivermos sucesso com o Windows Phone, não interessa o que fazemos (em outro lugar)". Ele completou depois "A América do Norte é uma prioridade para a Nokia (...) porque é um mercado chave para a Microsoft".
A Nokia relatou vendas "bem acima de 1 milhão" para a sua linha Lumia até 26 de janeiro de 2012, 2 milhões vendidos para o primeiro trimestre e 4 milhões para o segundo trimestre de 2012. Nesse trimestre, a Nokia vendeu apenas 600.000 smartphones (Symbian e Windows Phone 7) na América do Norte. Em comparação, a Nokia vendeu mais de 30 milhões de dispositivos Symbian no mundo todo no quarto trimestre de 2010 e o Nokia N8 vendeu sozinho mais de 4 milhões em seu primeiro trimestre. No segundo trimestre de 2012, 26 milhões de iPhones e 105 milhões de celulares Android foram vendidos, em comparação com apenas 6,8 milhões de dispositivos com Symbian e 5,4 milhões com Windows Phone.
Quando anunciou uma aliança com o Groupon, Elop declarou "A competição... não é com os outros fabricantes de dispositivos, é com o Google.".
Em julho de 2012, o presidente da Nokia Risto Siilasmaa disse aos jornalistas que a Nokia tinha um plano alternativo no caso de o Windows Phone dar errado.

### 2012: Aumento das dificuldades financeiras

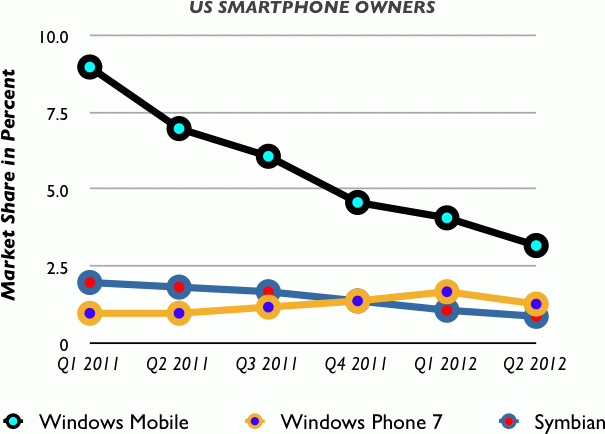
Divisão de mercado do Symbian, Windows Mobile e Windows Phone 7 entre smartphones dos Estados Unidos do primeiro trimestre de 2011 ao segundo trimestre de 2012 de acordo com a Nielsen Company.

Em 8 de fevereiro, a Nokia Corp. anunciou 4.000 demissões nas plantas de suas fábricas na Europa pelo final de 2012 para mover a montagem para se aproximar de fornecedores de componentes na Ásia.
Em 14 de junho de 2012, a Nokia anunciou 10.000 demissões globalmente até o final de 2013 e o fechamento de sítios de produção e pesquisa na Finlândia, Alemanha e Canadá na mesma linha com perdas continuas e o preço das ações caindo para o seu mais baixo ponto desde 1996.
No total, a Nokia demitiu 24.500 funcionários até o final de 2013.
Em 18 de junho de 2012, a Moody's descartou o índice de avaliação de títulos da Nokia. O CEO da Nokia admitiu que a incapacidade da empresa conseguir rápidas mudanças na indústria de telefones celulares foi uma das maiores razões para os problemas.
Em 4 de maio de 2012, um grupo de investidores da Nokia entraram com uma ação coletiva contra a empresa como resultado de suas vendas desapontantes. Em 22 de agosto de 2012, foi comunicado que um grupo de investidores da Nokia finlandesa estavam recolhendo assinaturas para retirar Elop do cargo de CEO.
Em dezembro de 2012, a Nokia anunciou que iria vender a sua sede, a Nokia House, por 170 milhões de euros, e o alugando-o por um longo tempo. Essa decisão foi tomada durante uma crise financeira de baixas vendas.

### 2013: Novos produtos, recuperação da fatia de mercado, falta de lucros
Em janeiro de 2013, Nokia relatou uma venda de 6,6 milhões de smartphones para o quarto trimestre de 2012, consistindo em 2,2 milhões de Symbian e 4,4 milhões de vendas de dispositivos Lumia (Windows Phone 7 e 8). Na América do Norte, apenas 700.000 telefones móveis foram vendidos, incluindo smartphones.
Em maio de 2013, a Nokia lançou a plataforma Asha para seus dispositivos de baixo custo. O The Verge comentou que isso pode ser um reconhecimento por parte da Nokia que eles são incapazes de mover o Windows Phone da parte inferior dos smartphones rápidos o suficiente e que poderia "cobrir seu compromisso" para a plataforma Windows Phone.
No mesmo mês, a Nokia anunciou sua parceria com a maior operadora de telefonia celular do mundo, China Mobile, para oferecer seu novo celular Nokia baseado no Windows, o Lumia 920, como Lumia 920T, um variante chinês exclusivo. A parceria foi uma tentativa da Nokia de se aproximar dos 700 milhões de clientes da China Mobile.
Segundo o segundo trimestre de 2013, a Nokia teve uma perda operacional de 11 milhões de euros (93,8 milhões de libras), com perdas de 24% nas vendas para 5,7 bilhões de euros, apesar de o número de vendas para o Lumia passarem todos os dispositivos da BlackBerry durante o mesmo período. Ao longo de nove trimestres antes do segundo trimestre de 2013, a Nokia manteve 4,1 bilhões de euros do valor de perdas operacionais. A empresa experimentou problemas particulares tanto na China como nos Estados Unidos; anteriormente, a venda de dispositivos Nokia era a menor desde 2002, quando nos Estados Unidos, Francisco Jeronimo, analista da empresa de pesquisar IDC, afirmou "A Nokia continua a mostrar nenhum sinal de recuperação no mercado americano. Altos investimentos, altas expectativas e baixos resultados.".
Em julho de 2013, a Nokia anunciou que as vendas do Lumia foram de 7,4 milhões para o segundo trimestre do ano - um recorde.

### Aquisição do negócio de telefones celulares pela Microsoft
Em 2 de setembro de 2013, a Microsoft anunciou que iria adquirir a divisão de dispositivos móveis da Nokia em um negócio no valor de 3,79 bilhões de euros, além dos 1,65 bilhões de euros para licenciar o portfólio de patentes da Nokia por 10 anos, um negócio que totaliza cerca de 5,4 bilhões de euros. Steve Ballmer considerou a compra ser um "passo ousado para o futuro" para ambas empresas, principalmente como resultado de suas recentes colaborações. Isso também faz parte da visão de futuro de Ballmer de transformar a Microsoft em uma empresa de 'dispositivos e serviços'. Com autorização regulatória pendente, a aquisição foi originalmente esperada para ser fechada no começo de 2014.
Apesar de uma recuperação na venda de smartphones da Nokia e a ascensão das vendas do Lumia, isso não foi o suficiente para parar as perdas da Nokia. Outras divisões da empresa, como a NSN, foram efetivamente fazendo lucros mas foi a seção de dispositivos que não conseguiu. A Nokia sentiu que seria uma sábia decisão financeira de vender a deficitária divisão e focar em outras coisas.
Apesar de a Microsoft ter licenciado a marca Nokia num acordo de 10 anos, a Nokia aceitou não usar seu nome em smartphones, pois será sujeita a uma clausula de não-concorrência que previne a empresa de produzir qualquer dispositivo móvel com a marca Nokia até 31 de dezembro de 2015. A Microsoft adquiriu as marcas Asha e Lumia como parte do negócio, também licenciando as marcas da Nokia para a Nokia.
Em uma entrevista para o Helsingin Sanomat, o ex-excutivo da Nokia, Anssi Vanjoki, comentou que o negócio feito pela Microsoft era "inevitável" devido a "falha estratégia" de Stephen Elop.
Em março de 2014, foi anunciado que a aquisição do negócio de telefones celulares da Nokia não seria completada no final de março como foi esperado, mas que ao invés disso ela foi adiada até abril do mesmo ano, devido a problemas com reguladores na Ásia.

### 2014: Pós-aquisição
A aquisição do negócio de telefones celulares da Nokia pela Microsoft foi fechada em 25 de abril de 2014 por "um pouco a mais" do que os 5,44 bilhões que foram estimados. Os ativos da divisão de dispositivos da Nokia passam a fazer parte da Microsoft Mobile uma nova subsidiária da Microsoft baseada na Finlândia.
Como parte do negócio, um número de executivos da Nokia entraram para a Microsoft. Stephen Elop se tornou o chefe da equipe de dispositivos da Microsoft (que inclui produtos como o Xbox e o Surface); Risto Siilasmaa substituiu Elop como CEO interino, antes da nomeação de Rajeev Suri.
Em 17 de julho de 2014, foi anunciada a maior rodada de demissões, um total de aproximadamente 18.000 empregos na empresa toda, que ocorreria na Microsoft no próximo ano. A maioria das demissões são relacionadas a integração do antigo pessoal da Nokia pela Microsoft, em um esforço para diminuir as redundâncias. Também foi anunciado que a Microsoft iria encerrar o futuro desenvolvimento da linha de celulares de baixo custo X em favor no foco exclusivo do Windows Phone.

## Serviços online

### Comes With Music
Em 2007, a Nokia cria o seu serviço "Comes With Music", em parceria com a Universal Music Group International, Sony BMG, Warner Music Group, EMI, e centenas de selos independentes e agregadores de música, para permitir 12, 18 ou 24 meses de downloads de músicas ilimitadas com a compra de um celular da edição Nokia Comes With Music. Os arquivos podem ser baixados os aparelhos de celular ou em computadores pessoais, sendo mantidos permanentemente.
Em janeiro de 2011, a Nokia retirou esse programa em 27 países, por fracassar em ganhar força; assinantes existentes iriam continuar com os seus downloads até a expiração de seu contrato. O serviço continua a ser oferecido na China, Índia, Indonésia, Turquia e África do Sul, onde a aceitação foi melhor. Mais notavelmente na Índia, eles operaram a Nokia Music Store India.

### Nokia Messaging
Em 13 de agosto de 2008, a Nokia lançou uma versão de testes do "Serviço de Email Nokia", um serviço de e-mail push, mais tarde incorporado ao Nokia Messaging.
O Nokia Messaging funciona como em um sistema centralizado, hospedando o serviço que atua como um proxy entre o cliente Nokia Messaging e servidor de e-mail do usuário. O celular não se conecta diretamente ao servidor de e-mail, mas ao invés disso envia credenciais de e-mail para os servidores da Nokia.

### Nokia Store
A Nokia Store (anteriormente a Ovi Store) é uma loja de aplicativos para a plataforma Nokia Asha, onde os seus clientes podem comprar jogos móveis, aplicativos, vídeos, imagens e toques para o seus aparelhos Asha, a loja também lista aplicativos para Symbian e MeeGo, mas os desenvolvedores não podem atualizá-los.

### Nokia Beta Labs
O Nokia Beta Labs facilita que aplicativos em fase de testes possam ser desenvolvidos pela Microsoft ou desenvolvedores terceiros selecionados para os produtos com a marca Nokia. Os aplicativos no Beta Labs são:
- De qualidade razoavelmente boa, mas podem ter algumas falhas e interrupções de serviços;
- Não comercializados ainda, não garantidos e sem nenhum suporte oficial;
- Em desenvolvimento ativo;
- Gratuito;
- Não pode ser usado para propósitos comerciais.

Os aplicativos podem ser promovidos para tornar a oferecer ofertas comerciais, ou então serão arquivados de acordo com o retorno dado pelos usuários através de feedback.

## Linha de produtos

### Lumia
A série Lumia é uma linha de smartphones e tablets com tela de toque, lançada em novembro de 2011. Eles rodam o sistema operacional Windows Phone. Originalmente foi apenas uma linha de smartphones até o lançamento do tablet Lumia 2520 em novembro de 2013, que expandiu a linha para os tablets. A série Lumia é o carro-chefe do portfólio de produtos da Nokia.

### Asha
A série Asha contém aparelhos smartphones de baixo custo, voltado principalmente para mercados emergentes. É uma mistura de dispositivos com uma tela de toque inteira, "toque e escrita", e os tradicionais teclados QWERTY e T9. Originalmente, os dispositivos Asha levaram o sistema veterano da Nokia Series 40. A Nokia criou mais tarde a plataforma Asha como resultado da aquisição da Smarterphone. O Asha 501 em maio de 2013 foi o primeiro aparelho da linha a receber o novo sistema operacional, e todos os novos Asha passaram a contar com o novo sistema operacional.

### X
A família Nokia X foi revelado no Mobile World Congress em fevereiro de 2014 em Barcelona, Espanha. Esses dispositivos, que rodam uma versão modificada do Android conhecida como Nokia X Software Plataform, que se orienta para os serviços da Microsoft e não possui o Google Play Store.

### Numerados
Atualmente os dispositivos numerados com três números (sem as marcas Lumia ou Asha) são smartphones de baixo custo de entrada. Eles tem um teclado T9 e não possuem tela de toque. Entre 2011 e 2012 (antes da Microsoft Mobile), a Nokia usou esse sistema de numeração para seus smartphones Symbian, como o 808 PureView, antes da plataforma ser descontinuada.